# Peter Jones (Mathematiker)

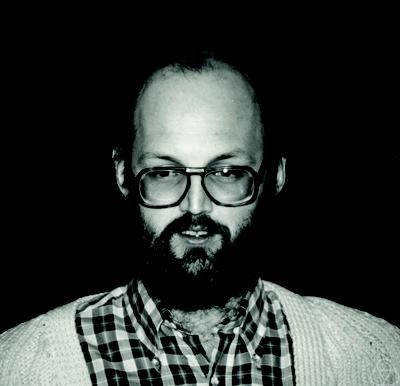
Peter Jones 1988

Peter Wilcox Jones (* 1952) ist ein US-amerikanischer Mathematiker, der sich mit Analysis beschäftigt.
Jones promovierte 1978 an der University of California, Los Angeles bei John Brady Garnett (Constructions with functions of bounded mean oscillation). Danach war er Lecturer an der University of Chicago, wo er 1985 eine volle Professur erhielt. Er ist James E. English Professor für Mathematik und Angewandte Mathematik an der Yale University, an der er seit 1985 Professor ist. Er war unter anderem Gastwissenschaftler an der Universität Paris-Süd in Orsay und zwei Jahre Assistant Director am Mittag-Leffler-Institut.
Jones beschäftigt sich mit harmonischer Analysis. Mit Thomas Wolff bewies er 1988 eine Vermutung über die Hausdorff-Dimension harmonischer Maße in der Ebene. In der angewandten Mathematik untersuchte er auch Suchmaschinen-Strategien und Datenaufbereitung für Biologie und Medizin.
1990 löste er das kontinuierliche Problem des Handlungsreisenden.
Er ist Mitglied der National Academy of Sciences, der American Academy of Arts and Sciences und der Königlich Schwedischen Akademie der Wissenschaften. 1981 erhielt er den Salem-Preis. 1993 wurde er Ehrendoktor der Königlich Technischen Hochschule Stockholm. Jones war auch Sloan Research Fellow. 2010 hielt er einen Plenarvortrag auf dem ICM in Hyderabad (Eigenfunctions and coordinate systems on manifolds).
Seit 1999 ist er Vorstand im wissenschaftlichen Beirat des IPAM-Instituts der National Science Foundation.